# Championnats d'Europe de patinage artistique 1990
Navigation
Édition précédente Édition suivante
Les championnats d'Europe de patinage artistique 1990 ont lieu du 30 janvier au 4 février 1990 au palais des sports Ioubileïny de Léningrad en Union soviétique (aujourd'hui Saint-Pétersbourg en Russie).
Ce sont les derniers championnats d'Europe où les patineurs des catégories individuelles masculine et féminine présentent les figures imposées.

## Qualifications
Les patineurs sont éligibles à l'épreuve s'ils représentent une nation européenne membre de l'Union internationale de patinage (International Skating Union en anglais). Les fédérations nationales sélectionnent leurs patineurs en fonction de leurs propres critères.
Sur la base des résultats des championnats d'Europe 1989, l'Union internationale de patinage autorise chaque pays à avoir de une à trois inscriptions par discipline. 
| Entrées                                                    | Messieurs                                         | Dames                                                    | Couples                                         | Danse sur glace                                                                |
| ---------------------------------------------------------- | ------------------------------------------------- | -------------------------------------------------------- | ----------------------------------------------- | ------------------------------------------------------------------------------ |
| 3                                                          | Pologne Tchécoslovaquie Union soviétique          | Allemagne de l'Est Allemagne de l'Ouest Union soviétique | Royaume-Uni Union soviétique                    | Union soviétique                                                               |
| 2                                                          | Allemagne de l'Ouest Danemark France Italie Suède | Espagne France Hongrie Royaume-Uni                       | Allemagne de l'Est Allemagne de l'Ouest Pologne | Allemagne de l'Ouest France Hongrie Italie Pologne Royaume-Uni Tchécoslovaquie |
| Les pays non listés dans ce tableau ont droit à une entrée |                                                   |                                                          |                                                 |                                                                                |

## Podiums
| Épreuves                            | Or                                   | Argent                           | Bronze                               |
| ----------------------------------- | ------------------------------------ | -------------------------------- | ------------------------------------ |
| Messieurs résultats détaillés       | Viktor Petrenko                      | Petr Barna                       | Vyacheslav Zahorodnyuk               |
| Dames résultats détaillés           | Evelyn Großmann                      | Natalia Lebedeva                 | Marina Kielmann                      |
| Couples résultats détaillés         | Ekaterina Gordeeva / Sergueï Grinkov | Larisa Seleznyova / Oleg Makarov | Natalia Mishkutenok / Artur Dmitriev |
| Danse sur glace résultats détaillés | Marina Klimova / Sergueï Ponomarenko | Maïa Oussova / Alexandre Jouline | Isabelle Duchesnay / Paul Duchesnay  |

## Tableau des médailles
| Rang  | Nation               | Or | Argent | Bronze | Total |
| ----- | -------------------- | -- | ------ | ------ | ----- |
| 1     | Union soviétique     | 3  | 3      | 2      | 8     |
| 2     | Allemagne de l'Est   | 1  | 0      | 0      | 1     |
| 3     | Tchécoslovaquie      | 0  | 1      | 0      | 1     |
| 4     | Allemagne de l'Ouest | 0  | 0      | 1      | 1     |
| 4     | France               | 0  | 0      | 1      | 1     |
| Total | Total                | 4  | 4      | 4      | 12    |

## Détails des compétitions
Pour la saison 1989/1990, les calculs des points se font selon la méthode suivante :
- chez les Messieurs et les Dames (0.4 point par place pour les figures imposées, 0.6 point par place pour le programme court, 1 point par place pour le programme libre)
- chez les couples artistiques (0.5 point par place pour le programme court, 1 point par place pour le programme libre)
- en danse sur glace (0.4 point par place pour les deux danses imposées, 0.6 point par place pour la danse originale, 1 point par place pour la danse libre)

### Messieurs
| Rang                                        | Nom                    | Nation               | Points | Fig. impo. | Prog. court | Prog. libre |
| ------------------------------------------- | ---------------------- | -------------------- | ------ | ---------- | ----------- | ----------- |
| 1                                           | Viktor Petrenko        | Union soviétique     | 3.6    | 2          | 3           | 1           |
| 2                                           | Petr Barna             | Tchécoslovaquie      | 4.2    | 4          | 1           | 2           |
| 3                                           | Vyacheslav Zahorodnyuk | Union soviétique     | 6.6    | 6          | 2           | 3           |
| 4                                           | Grzegorz Filipowski    | Pologne              | 7.6    | 3          | 4           | 4           |
| 5                                           | Richard Zander         | Allemagne de l'Ouest | 10.8   | 1          | 9           | 5           |
| 6                                           | Oliver Höner           | Suisse               | 13.2   | 8          | 5           | 7           |
| 7                                           | Daniel Weiss           | Allemagne de l'Ouest | 13.6   | 5          | 6           | 8           |
| 8                                           | Philippe Candeloro     | France               | 17.0   | 17         | 7           | 6           |
| 9                                           | Ralph Burghart         | Autriche             | 17.8   | 7          | 10          | 9           |
| 10                                          | Peter Johansson        | Suède                | 21.2   | 11         | 8           | 12          |
| 11                                          | Ronny Winkler          | Allemagne de l'Est   | 23.6   | 16         | 12          | 10          |
| 12                                          | Cornel Gheorghe        | Roumanie             | 27.2   | 21         | 13          | 11          |
| 13                                          | Alessandro Riccitelli  | Italie               | 27.4   | 10         | 14          | 15          |
| 14                                          | Henrik Walentin        | Danemark             | 28.4   | 22         | 11          | 13          |
| 15                                          | Steven Cousins         | Royaume-Uni          | 29.0   | 15         | 15          | 14          |
| 16                                          | Lars Dresler           | Danemark             | 30.4   | 9          | 18          | 16          |
| 17                                          | Oula Jääskeläinen      | Finlande             | 34.6   | 20         | 16          | 17          |
| 18                                          | Alcuin Schulten        | Pays-Bas             | 35.2   | 12         | 19          | 19          |
| 19                                          | Éric Millot            | France               | 35.4   | 18         | 17          | 18          |
| 20                                          | Tomislav Čižmešija     | Yougoslavie          | 38.4   | 13         | 22          | 20          |
| Patineurs éliminés après le programme court |                        |                      |        |            |             |             |
| 21                                          | Pavel Vanco            | Tchécoslovaquie      |        | 14         | 23          | NC          |
| 22                                          | András Száraz          | Hongrie              |        | 19         | 20          | NC          |
| 23                                          | Massimo Salvade        | Italie               |        | 24         | 21          | NC          |
| 24                                          | Emanuele Ancorini      | Suède                |        | 25         | 24          | NC          |
| 25                                          | Alexandre Geers        | Belgique             |        | 23         | 26          | NC          |
| 26                                          | Jan Erik Digernes      | Norvège              |        | 26         | 25          | NC          |
| 27                                          | Alexander Mladenov     | Bulgarie             |        | 27         | 27          | NC          |
| Forfait                                     | Alexandre Fadeïev      | Union soviétique     |        | NC         | NC          | NC          |

### Dames
| Rang                                          | Nom                   | Nation               | Points | Fig. impo. | Prog. court | Prog. libre |
| --------------------------------------------- | --------------------- | -------------------- | ------ | ---------- | ----------- | ----------- |
| 1                                             | Evelyn Großmann       | Allemagne de l'Est   | 4.2    | 5          | 2           | 1           |
| 2                                             | Natalia Lebedeva      | Union soviétique     | 5.0    | 1          | 1           | 4           |
| 3                                             | Marina Kielmann       | Allemagne de l'Ouest | 8.2    | 8          | 5           | 2           |
| 4                                             | Surya Bonaly          | France               | 9.2    | 11         | 3           | 3           |
| 5                                             | Patricia Neske        | Allemagne de l'Ouest | 9.4    | 2          | 6           | 5           |
| 6                                             | Tanja Krienke         | Allemagne de l'Est   | 13.2   | 12         | 4           | 6           |
| 7                                             | Natalia Skrabnevskaya | Union soviétique     | 14.4   | 3          | 7           | 9           |
| 8                                             | Tamara Téglássy       | Hongrie              | 16.0   | 9          | 9           | 7           |
| 9                                             | Carola Wolff          | Allemagne de l'Ouest | 19.4   | 7          | 11          | 10          |
| 10                                            | Larisa Zamotina       | Union soviétique     | 20.4   | 19         | 8           | 8           |
| 11                                            | Hélène Persson        | Suède                | 22.0   | 10         | 10          | 12          |
| 12                                            | Beatrice Gelmini      | Italie               | 23.0   | 6          | 16          | 11          |
| 13                                            | Željka Čižmešija      | Yougoslavie          | 26.8   | 4          | 12          | 18          |
| 14                                            | Laëtitia Hubert       | France               | 28.8   | 20         | 13          | 13          |
| 15                                            | Emma Murdoch          | Royaume-Uni          | 30.6   | 13         | 14          | 17          |
| 16                                            | Yvonne Pokorny        | Autriche             | 30.8   | 15         | 18          | 14          |
| 17                                            | Lenka Kulovaná        | Tchécoslovaquie      | 33.2   | 17         | 19          | 15          |
| 18                                            | Maria Fuglsang        | Danemark             | 33.6   | 14         | 15          | 19          |
| 19                                            | Michele Claret        | Suisse               | 34.4   | 16         | 20          | 16          |
| 20                                            | Astrid Winklemann     | Pays-Bas             | 39.8   | 18         | 21          | 20          |
| Patineuses éliminées après le programme court |                       |                      |        |            |             |             |
| 21                                            | Meri Karvosenoja      | Finlande             |        | 28         | 17          | NC          |
| 22                                            | Sandrine Goes         | Belgique             |        | 22         | 22          | NC          |
| 23                                            | Andrea Law            | Royaume-Uni          |        | 21         | 25          | NC          |
| 24                                            | Anita Thorenfeldt     | Norvège              |        | 25         | 23          | NC          |
| 25                                            | Milena Marinovich     | Bulgarie             |        | 26         | 24          | NC          |
| 26                                            | Beata Zielińska       | Pologne              |        | 23         | 26          | NC          |
| 27                                            | Cristina Perez        | Espagne              |        | 27         | 27          | NC          |
| Abandon                                       | Laia Papell           | Espagne              |        | 24         |             | NC          |

### Couples
| Rang | Nom                                    | Nation               | Points | Prog. court | Prog. libre |
| ---- | -------------------------------------- | -------------------- | ------ | ----------- | ----------- |
| 1    | Ekaterina Gordeeva / Sergueï Grinkov   | Union soviétique     | 2.5    | 3           | 1           |
| 2    | Larisa Seleznyova / Oleg Makarov       | Union soviétique     | 3.0    | 2           | 2           |
| 3    | Natalia Mishkutenok / Artur Dmitriev   | Union soviétique     | 3.5    | 1           | 3           |
| 4    | Peggy Schwarz / Alexander König        | Allemagne de l'Est   | 7.0    | 4           | 5           |
| 5    | Anuschka Gläser / Stefan Pfrengle      | Allemagne de l'Ouest | 7.5    | 7           | 4           |
| 6    | Radka Kovaříková / René Novotný        | Tchécoslovaquie      | 8.5    | 5           | 6           |
| 7    | Ines Müller / Ingo Steuer              | Allemagne de l'Est   | 10.0   | 6           | 7           |
| 8    | Cheryl Peake / Andrew Naylor           | Royaume-Uni          | 12.0   | 8           | 8           |
| 9    | Catherine Barker / Michael Aldred      | Royaume-Uni          | 13.5   | 9           | 9           |
| 10   | Henriette Worner / Andreas Sigurdsson  | Allemagne de l'Ouest | 15.0   | 10          | 10          |
| 11   | Katarzyna Głowacka / Krzysztof Korcarz | Pologne              | 16.5   | 11          | 11          |
| 12   | Saskia Bourgeois / Guy Bourgeois       | Suisse               | 18.5   | 13          | 12          |
| 13   | Svetlana Dragaeva / Karel Kovar        | Tchécoslovaquie      | 19.0   | 12          | 13          |

### Danse sur glace
| Rang                                               | Nom                                      | Nation               | Points | Danses imposées | Danse originale | Danse libre |
| -------------------------------------------------- | ---------------------------------------- | -------------------- | ------ | --------------- | --------------- | ----------- |
| 1                                                  | Marina Klimova / Sergueï Ponomarenko     | Union soviétique     | 2.0    | 1               | 1               | 1           |
| 2                                                  | Maïa Oussova / Alexandre Jouline         | Union soviétique     | 4.0    | 2               | 2               | 2           |
| 3                                                  | Isabelle Duchesnay / Paul Duchesnay      | France               | 6.4    | 4               | 3               | 3           |
| 4                                                  | Klára Engi / Attila Tóth                 | Hongrie              | 7.6    | 3               | 4               | 4           |
| 5                                                  | Oksana Grichtchouk / Ievgueni Platov     | Union soviétique     | 10.0   | 5               | 5               | 5           |
| 6                                                  | Dominique Yvon / Frédéric Palluel        | France               | 13.0   | 7               | 7               | 6           |
| 7                                                  | Susanna Rahkamo / Petri Kokko            | Finlande             | 13.0   | 6               | 6               | 7           |
| 8                                                  | Anna Croci / Luca Mantovani              | Italie               | 16.0   | 8               | 8               | 8           |
| 9                                                  | Ivana Střondalová / Milan Brzý           | Tchécoslovaquie      | 18.0   | 9               | 9               | 9           |
| 10                                                 | Małgorzata Grajcar / Andrzej Dostatni    | Pologne              | 20.0   | 10              | 10              | 10          |
| 11                                                 | Monika Mandikova / Oliver Pekar          | Tchécoslovaquie      | 22.0   | 11              | 11              | 11          |
| 12                                                 | Lynn Burton / Andrew Place               | Royaume-Uni          | 24.0   | 12              | 12              | 12          |
| 13                                                 | Krisztina Kerekes / Gabor Kolecsanszky   | Hongrie              | 27.0   | 13              | 13              | 14          |
| 14                                                 | Ann Hall / Jason Blomfield               | Royaume-Uni          | 28.0   | 15              | 15              | 13          |
| 15                                                 | Petra Zietemann / Frank Ladd-Oshiro      | Allemagne de l'Ouest | 29.0   | 14              | 14              | 15          |
| 16                                                 | Saskia Stahler / Sven Authorsen          | Allemagne de l'Ouest | 33.0   | 16              | 16              | 17          |
| 17                                                 | Diane Gerencser / Bernard Columberg      | Suisse               | 33.6   | 17              | 18              | 16          |
| 18                                                 | Michela Cesaro / Carlo Soave             | Italie               | 35.4   | 18              | 17              | 18          |
| 19                                                 | Petia Gavazova / Nikolai Tonev           | Bulgarie             | 38.4   | 20              | 19              | 19          |
| 20                                                 | Katarzyna Długoszewska / Andrzej Szaszor | Pologne              | 40.2   | 19              | 21              | 20          |
| Couples de danse éliminés après la danse originale |                                          |                      |        |                 |                 |             |
| 21                                                 | Monika Müksch / Bernhard Hatzl           | Autriche             |        | 21              | 20              | NC          |
| 22                                                 | Joanne van Leeuwen / Eerde van Luuewen   | Pays-Bas             |        | 22              | 22              | NC          |